# Inundaciones en el Reino Unido de 2007

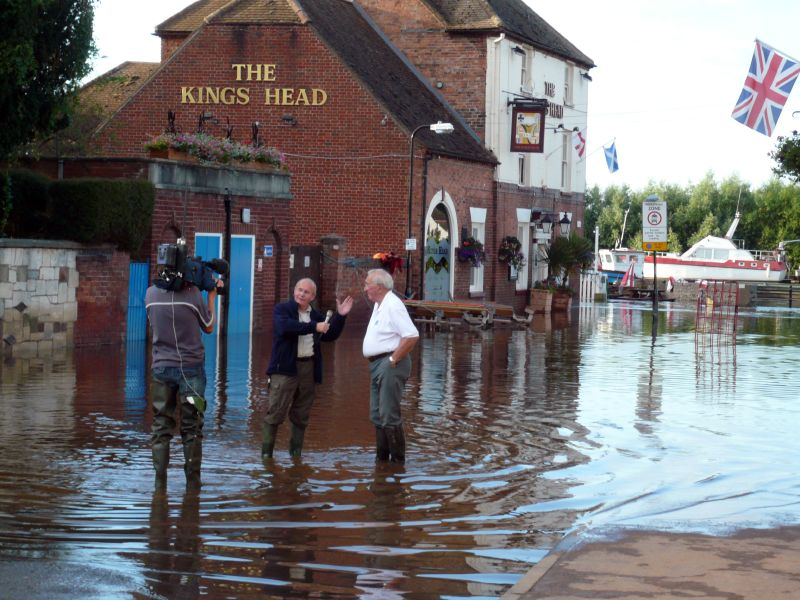
Equipo de televisión cubriendo la riada del río Severn.

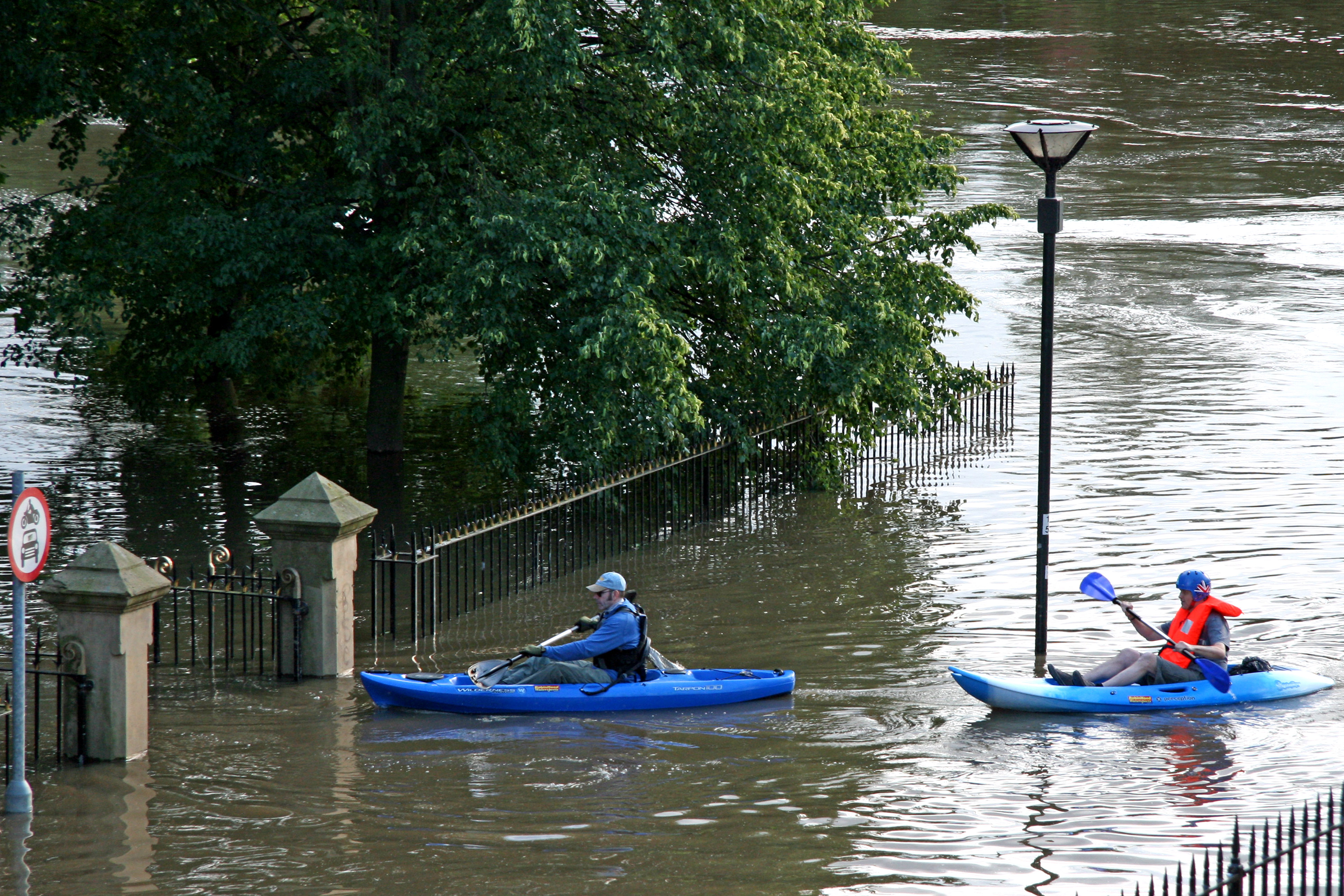
Dos piragüistas remando en una calle de Yorkshire.

Entre los meses de junio y julio de 2007 se produjeron una serie de importantes inundaciones en el Reino Unido que causaron la muerte a unas once personas. Las inundaciones afectaron a miles de negocios, decenas de miles de casas y hasta un millón de personas. La estimación de los daños a fecha 23 de julio de 2007 fueron de más de 2.000 millones de libras esterlinas.
Las indundaciones más serias se produjeron en Irlanda del Norte el día 12 de junio, en el norte de North Yorkshire y Midlands el 15 de junio, en Yorkshire, Midlands, Gloucestershire y Worcestershire el 25 de junio, y en Gloucestershire, Worcestershire, Oxfordshire, Berkshire y el sur de Gales el 20 de julio.
Junio de 2007 fue uno de los meses con mayores precipitaciones que se hayan registrado en Gran Bretaña. La media de precipitaciones caídas en Inglaterra fue de 144 mm, más del doble de la media de junio. Algunas áreas recibieron en sólo 24 horas toda la cantidad de lluvia que normalmente cae en todo un mes, y fue el mes con más precipitaciones en Sheffield de todos los que se han registrado hasta la fecha.
Julio, por su parte, fue un mes inusualmente inestable desde el punto de vista climatológico, llegando a su máximo el día 20, momento en el que un frente activo dejó caer más de 120 mm de lluvia en el sur de Inglaterra.
Las autoridades civiles y militares describieron los esfuerzos llevados a cabo en los meses de junio y julio para el rescate de afectados como los más grandes llevados a cabo en Gran Bretaña en tiempos de paz. La Agencia Medioambiental describió las indundaciones de julio como críticas y esperaban que superasen el listón del invierno de 1946 - 1947.
Se llegó incluso a utilizar el término Katrina británico para describir los acontecimientos.